# Seiffen
Seiffen (ufficialmente Seiffen/Erzgeb., abbreviazione di Seiffen/Erzgebirge) è un comune di 2.526 abitanti della Sassonia, in Germania.
Appartiene al circondario dei Monti Metalliferi (targa ERZ) ed è parte della comunità amministrativa (Verwaltungsgemeinschaft) di Seiffen/Erzgebirge.